# 平山祐次
平山 祐次（ひらやま ゆうじ、1935年3月16日 - ）は、日本の経済学者。信州大学名誉教授、元長崎県立大学学長。専門は近代経済学、産業構造論。

## 経歴
長崎県福江市（現・五島市）生まれ。長崎県立長崎東高等学校を経て、1960年東京大学経済学部卒業後、経済企画庁入庁。同庁経済研究所主任研究官を経て、1978年に信州大学助教授となり、1982年教授。同大学附属図書館長などを務め、2000年に退官、名誉教授。2002年に長崎県立大学学長となり、2005年まで務めた。2008年に長崎県立大学名誉教授。アルカスSASEBOの館長も務めた。

## 著書
- 『景気変動の分析と予測―とらえ方考え方』、文雅堂銀行研究社、1964年
- 『国境のない経済―資本自由化は日本産業にどう影響するか』、ダイヤモンド社、1967年
- 『ハンドブック日本経済』、日本評論社、1968年
- 『企業と景気』、日本経済新聞社、1971年
- 『豊かさを測る―社会指標への招待』、日本経済新聞社、1976年